# Sam Shepard
Samuel Shepard Rogers III (Fort Sheridan, 5 de novembro de 1943 — Midway, 27 de julho de 2017), conhecido pelo nome artístico de Sam Shepard, foi um ator, cineasta, escritor, roteirista e autor de teatro americano, com uma carreira de 54 anos. Foi o autor de 44 peças de teatro, livros de contos e ensaios e memórias. Recebeu o Prêmio Pulitzer de Teatro (1979) pela peça Buried Child. Foi nomeado pela Academia de Artes e Ciências Cinematográficas ao Oscar de melhor ator coadjuvante por seu papel em The Right Stuff, como o piloto Chuck Yeager. Recebeu, em 2009, o PEN/Laura Pels International Foundation for Theater Award por excelência em drama, tendo sido descrito pela New York Magazine com um dos maiores dramaturgos de sua geração.

## Biografia
Sam Shepard nasceu em Fort Sheridan, Illinois, em 1943. Foi nomeado Samuel Shepard Rogers III devido ao nome de seu pai, Samuel Shepard Rogers, Jr., porém seu apelido era "Steve Rogers". Seu pai foi professor e serviu na Força Aérea dos Estados Unidos como piloto de bombardeio durante a Segunda Guerra Mundial. Em suas memórias, Sam lembra de seu pai como um alcoólatra. Sua mãe, Jane Elaine, também era professora, tendo nascido em Chicago. Quando adolescente, trabalhou em um rancho e depois de se formar no ensino médio, em Los Angeles, em 1961, ingressou na faculdade Mt. San Antonio para estudar agronomia, mas, depois de conhecer o trabalho de Samuel Beckett, de se interessar por jazz e pelo expressionismo, Sam largou o curso para ingressar em um grupo itinerante, chamado Bishop's Company.

## Carreira

### Literatura e atuação
No começo dos anos 1960, Sam chegou à cidade de Nova Iorque, onde conseguiu emprego de garçom na boate The Village Gate. Em 1962, entrou para o cenário teatral através de Ralph Cook, chefe dos garçons do Village Gate. Foi por volta dessa época que ele adotou o nome artístico de Sam Shepard. Muitos de seus primeiros textos foram para os palcos. Após ganhar 6 Prêmios Obi, premiação anual do jornal The Village Voice, entre 1966 e 1968, Sam ganhou notoriedade ao trabalhar com Robert Frank no roteiro de Me and My Brother (1968) e com Michelangelo Antonioni em Zabriskie Point (1970). The Unseen Hand (1969) foi sua primeira peça de ficção científica, influenciada pelo musical The Rocky Horror Show. Sua peça Cowboy Mouth foi feita em colaboração com sua namorada na época, Patti Smith, em abril de 1971, que elevou o nome de Patti no cenário do punk rock.

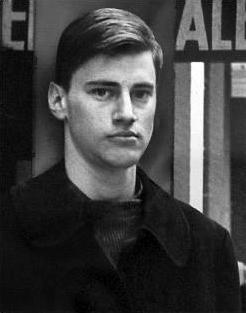
Shepard aos 21 anos

Sua carreira na atuação começou quando ele foi escalado para interpretar um charmoso fazendeiro no filme Days of Heaven (1978), junto de Richard Gere e Brooke Adams. O papel acabou lhe rendendo indicações para vários outros trabalhos, como Resurrection (1980) e sua interpretação bastante elogiada de Chuck Yeager em The Right Stuff (1983), papel que lhe rendeu uma indicação ao Oscar de melhor ator coadjuvante. Seus trabalhos nos anos seguintes o levaram a ser capa da revista Newsweek.
Ao longo dos anos, Sam trabalhou muito no teatro, escrevendo peças, produzindo, dando aulas e seminários a respeito em universidades e cursos de teatro. Foi eleito para a American Academy of Arts and Letters e para a Academia de Artes e Ciências dos Estados Unidos, em 1986.

### Direção
Quando começou a escrever peças de teatro, ele não as dirigia. Vários diretores diferentes fizeram a direção de suas peças, mas mais frequentemente ficavam com Ralph Cook. Nos anos 1970, Sam começou a colocar sua visão em sua peças, passando a dirigi-las, mas em geral não dirigia peças de outros autores. Dirigiu dois filmes, mas este não era seu principal interesse.

## Vida pessoal
De 1969 a 1984, Sam foi casado com a atriz O-Lan Jones, com quem teve um filho, Jesse Mojo Shepard, em 1970. Teve um caso extraconjugal com Patti Smith, de 1970 a 1971, que não sabia que ele era o premiado dramaturgo. Com o fim de seu relacionamento com Patti, Sam mudou-se com a esposa e o filho para Londres e voltou aos Estados Unidos em 1975, mudando-se para Mill Valley, Califórnia.
Em 1983, Sam conheceu a atriz Jessica Lange no set do filme Frances. Divorciado em 1984 de O-Lan Jones, Jessica e Sam viveram juntos por 30 anos e tiveram dois filhos, Hannah Jane (nascida em 1985) Samuel Walker Shepard (nascido 1987), mas o casal se separou em 2009. Seu filho mais velho, Jesse, escreveu um livro de contos em 2003 e Sam escreveu o prefácio.
Em 3 de janeiro de 2009, Sam Shepard foi preso, acusado por dirigir em alta velocidade e bêbado, em Normal, Illinois. Sam se declarou culpado das acusações em 11 de fevereiro do mesmo ano, sentenciado a 24 meses de condicional, aulas sobre alcoolismo e 100 horas de serviços comunitários. Em 25 de maio de 2015, Sam foi novamente preso, desta vez em Santa Fé, no Novo México, por dirigir bêbado novamente.

### Morte
Em 27 de julho de 2017, Sam Shepard morreu em sua casa em Midway, no Kentucky, aos 73 anos. Segundo o porta-voz da família, ele teve complicações relacionadas com a esclerose lateral amiotrófica.

## Filmografia

### Ator
| Ator | Ator                                                       | Ator                              |
| Ano  | Título                                                     | Personagem                        |
| ---- | ---------------------------------------------------------- | --------------------------------- |
| 1963 | Apples In the Tree                                         |                                   |
| 1965 | Rusakai                                                    |                                   |
| 1970 | Brand X                                                    |                                   |
| 1978 | Renaldo and Clara                                          | Rodeo                             |
| 1978 | Days of Heaven                                             | O Fazendeiro                      |
| 1980 | Resurrection                                               | Cal Carpenter                     |
| 1981 | Raggedy Man                                                | Bailey                            |
| 1982 | Frances                                                    | Harry York                        |
| 1983 | The Right Stuff                                            | Chuck Yeager                      |
| 1984 | Paris, Texas                                               | não confirmado                    |
| 1984 | Country                                                    | Gil Ivy                           |
| 1985 | Fool For Love (Ligações Quentes)                           | Eddie                             |
| 1986 | Crimes of the Heart                                        | Doc Porter                        |
| 1987 | Baby Boom                                                  | Dr. Jeff Cooper                   |
| 1989 | Steel Magnolias                                            | Spud Jones                        |
| 1990 | Bright Angel                                               | Jack                              |
| 1991 | Voyager                                                    | Walter Faber                      |
| 1992 | Thunderheart                                               | Frank Coutelle                    |
| 1993 | The Pelican Brief                                          | Professor Thomas Callahan         |
| 1994 | Safe Passage                                               | Patrick Singer                    |
| 1995 | Streets of Laredo                                          | Pea Eye Parker                    |
| 1999 | Snow Falling on Cedars                                     | Arthur Chambers                   |
| 1999 | Purgatory                                                  | Sheriff Forrest/Wild Bill Hickock |
| 2000 | Hamlet                                                     | The Ghost                         |
| 2000 | All the Pretty Horses                                      | J.C. Franklin                     |
| 2001 | Black Hawk Down                                            | Maj. Gen. William F. Garrison     |
| 2001 | After the Harvest                                          | Caleb Gare                        |
| 2001 | Kurosawa                                                   | Narrador                          |
| 2001 | Shot in the Heart                                          | Frank Gilmore                     |
| 2001 | Swordfish                                                  | Senator James Reisman             |
| 2001 | The Pledge                                                 | Eric Pollack                      |
| 2003 | Blind Horizon                                              | Sheriff Jack Kolb                 |
| 2004 | The Notebook                                               | Frank Calhoun                     |
| 2005 | Don't Come Knocking                                        | Howard                            |
| 2005 | Bandidas                                                   | Bill Buck                         |
| 2005 | Stealth                                                    | Capt. George Cummings             |
| 2006 | Walker Payne                                               | Syrus                             |
| 2006 | The Return                                                 | Ed Mills                          |
| 2006 | Charlotte's Web                                            | (Narrador)                        |
| 2007 | Ruffian                                                    | Frank Whiteley                    |
| 2007 | The Assassination of Jesse James by the Coward Robert Ford | Frank James                       |
| 2008 | The Accidental Husband                                     | Wilder                            |
| 2008 | Felon                                                      | Gordon Camrose                    |
| 2009 | Brothers                                                   | Hank Cahill                       |
| 2010 | Inhale                                                     | James Harrison                    |
| 2010 | Fair Game                                                  | Sam Plame                         |
| 2011 | Blackthorn                                                 | Butch Cassidy                     |
| 2012 | Safe House                                                 | Harlan Whitford                   |
| 2012 | Killing Them Softly                                        | TBA                               |
| 2017 | Never Here                                                 | Paul Stark                        |

### Roteirista
| Roteirista | Roteirista          | Roteirista             |
| Ano        | Título              | Diretor                |
| ---------- | ------------------- | ---------------------- |
| 1968       | Me and My Brother   | Robert Frank           |
| 1970       | Zabriskie Point     | Michelangelo Antonioni |
| 1984       | Paris, Texas        | Wim Wenders            |
| 1985       | Fool for Love       | Robert Altman          |
| 1988       | Far North           | Ele mesmo              |
| 1994       | Silent Tongue       | Ele mesmo              |
| 2005       | Don't Come Knocking | Wim Wenders            |

### Diretor
| Diretor | Diretor       | Diretor        |
| Ano     | Título        | Notas          |
| ------- | ------------- | -------------- |
| 1988    | Far North     | também roteiro |
| 1994    | Silent Tongue | também roteiro |

### Peças
- 1964: Cowboys
- 1964: The Rock Garden
- 1964: Up to Thursday
- 1965: Chicago
- 1965: Icarus's Mother
- 1965: 4-H Club
- 1966: Red Cross
- 1966: Fourteen Hundred Thousand
- 1967: La Turista
- 1967: Cowboys #2
- 1967: Forensic & the Navigators
- 1969: The Unseen Hand
- 1969: Oh! Calcutta!
- 1970: The Holy Ghostly
- 1970: Operation Sidewinder
- 1970: Shaved Splits
- 1971: Mad Dog Blues
- 1971: Back Bog Beast Bait
- 1971: Cowboy Mouth (co-autor com Patti Smith)
- 1972: The Tooth of Crime
- 1974: Geography of a Horse Dreamer
- 1974: Little Ocean
- 1975: Killer's Head
- 1975: Action
- 1976: Angel City
- 1976: Suicide in B Flat
- 1977: Inacoma
- 1978: Curse of the Starving Class
- 1978: Buried Child
- 1978: Tongues (com Joseph Chaikin)
- 1979: Seduced: a Play in Two Acts
- 1980: True West
- 1981: Savage/Love (com Joseph Chaikin)
- 1983: Fool for Love
- 1985: A Lie of the Mind
- 1987: A Short Life of Trouble
- 1987: The War in Heaven (Angel's Monologue) (co-autor com Joseph Chaikin e Rick Harris)
- 1991: States of Shock
- 1993: Simpatico
- 1996: When the World Was Green (A Chef's Fable) (co-autor com Joseph Chaikin)
- 1996: Tooth of Crime (Second Dance)
- 1998: Eyes for Consuela
- 2000: The Late Henry Moss
- 2004: The God of Hell
- 2007: Kicking a Dead Horse
- 2009: Ages of the Moon
- 2012: Heartless
- 2014: A Particle of Dread (Oedipus Variations)

### Coletêneas
- 1973: Hawk Moon,
- 1983: Motel Chronicles
- 1984: Seven Plays
- 1984: Fool for Love and Other Plays
- 1996: The Unseen Hand: and Other Plays
- 1996: Cruising Paradise
- 2003: Great Dream of Heaven
- 2004: Rolling Thunder Logbook
- 2004: Day Out of Days: Stories
- 2013: Two Prospectors: The Letters of Sam Shepard and Johnny Dark

### Romances
- 2017: The One Inside
- 2017: Spy of the First Person (publicado postumamente)

### Traduções para o português
- 1981: O Verdadeiro Oeste, Livros Cotovia (trad. António Feio)
- 1990: Loucos de Amor, Relógio d'Água (trad. João Lourenço, Vera San Payo de Lemos)
- 2016: Crônicas de Motel, L&PM (trad. Bettina Becker)
- 2017: Aqui de dentro, Estação Liberdade (trad. Denise Bottmann)
- 2017: Espião na Primeira Pessoa, Quetzal Editores